# Holzbau

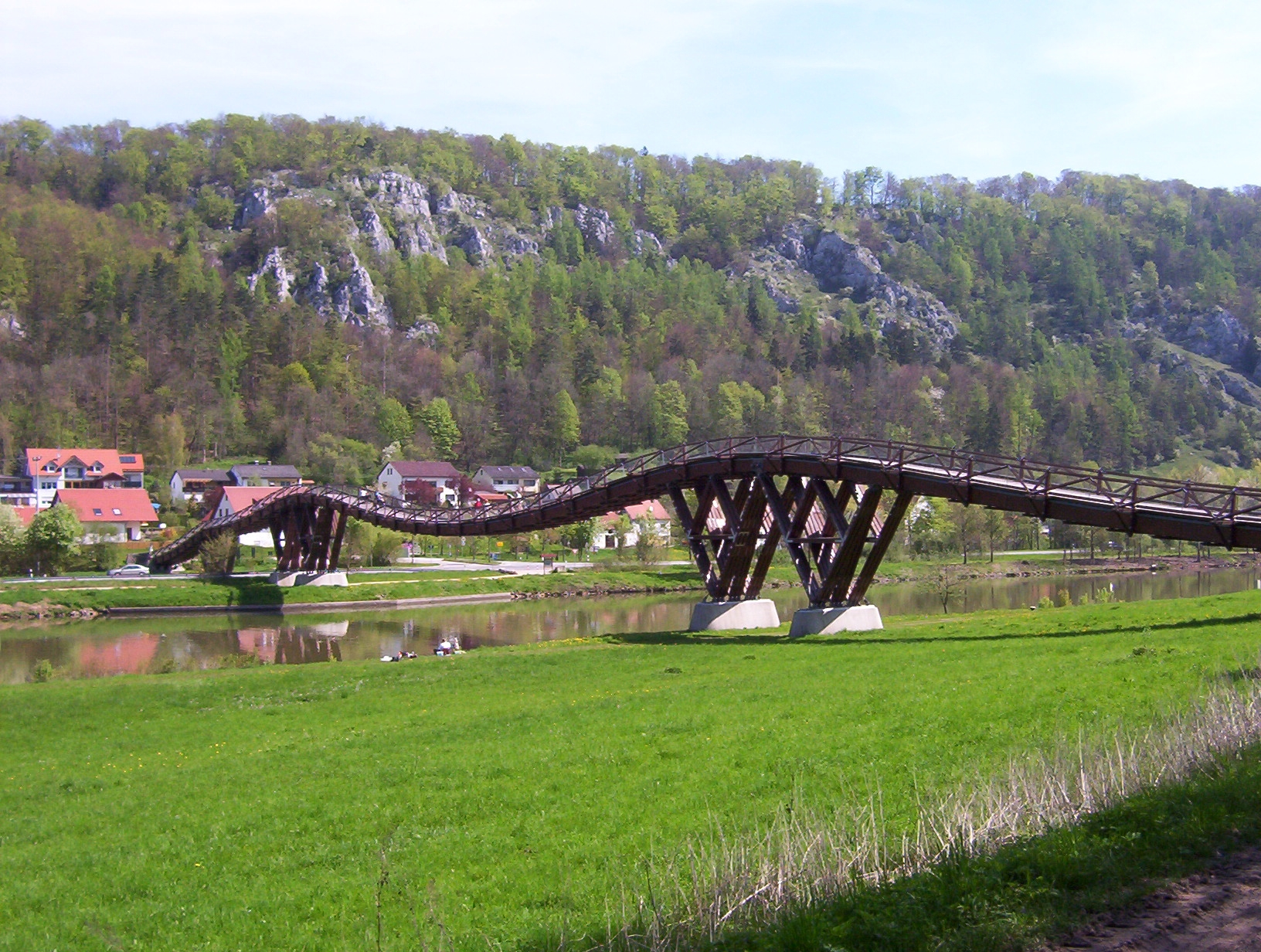
Holzbrücke bei Essing

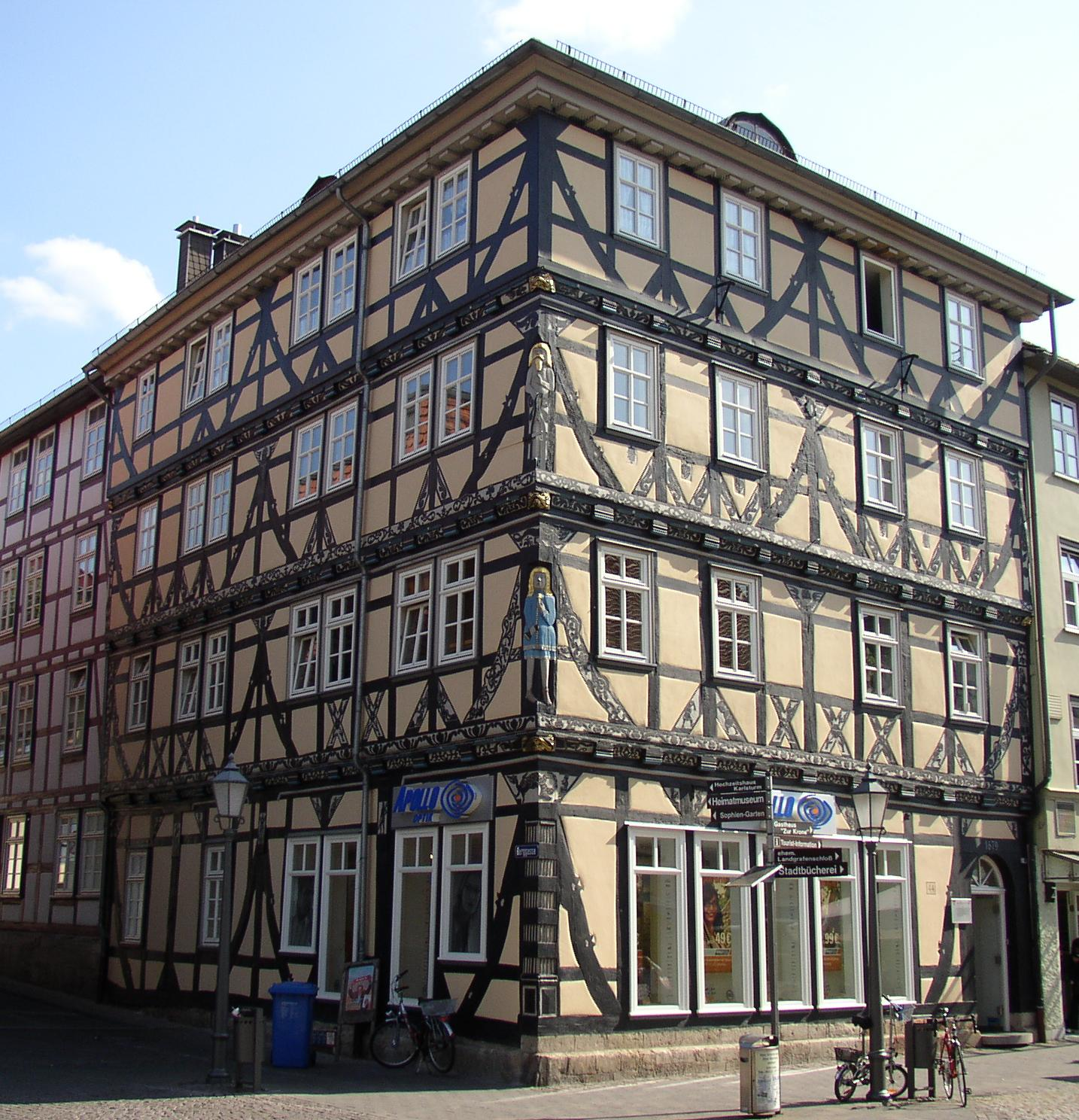
Fachwerkhaus in Eschwege

Als Holzbau wird der Bereich des Bauwesens bezeichnet, der den Baustoff Holz nutzt, aber auch ein in Holzbauweise errichtetes Bauwerk selbst. Neben Vollholz werden auch Holzwerkstoffe eingesetzt.
Der Holzbau ist ein altes und eigenständiges Fachgebiet, das sich mit seinen spezifischen Techniken und Werkstoffen von anderen Bereichen des Bauwesens, wie beispielsweise dem Mauerwerksbau, dem Stahlbetonbau oder dem Stahlbau, abgrenzt. Unterschieden wird zwischen dem über Jahrhunderte überlieferten zimmermannsmäßigen Holzbau und dem seit Ende des 19. Jahrhunderts entwickelten Ingenieurholzbau.
Der Holzbau wird häufig in Kombination mit anderen Bautechniken angewendet. Es gibt beispielsweise Holzbalkendecken im Mauerwerksbau, Holzdachstühle auf Bauten aus Mauerwerk oder Beton, Dachbinder aus Holzfachwerken oder Holzleimbinder für Hallen und viele andere Anwendungsgebiete.

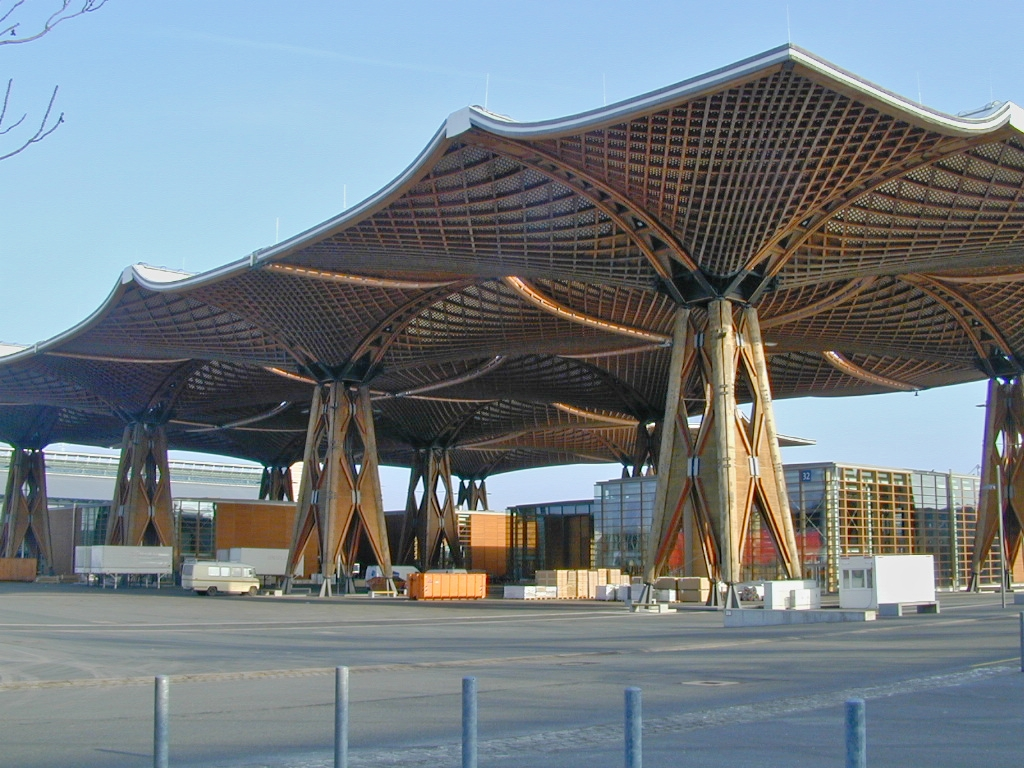
Das größte selbsttragende Holzdach der Welt, errichtet von Holzbau Amann, steht auf der Messe in Hannover und wurde zur Expo 2000 gebaut. Es ist ein Beispiel für ein Flugdach, bestehend aus verbundenen Pilzdächern.

Welche Bedeutung der Holzbau in der jeweiligen regionalen Bauszene hat und welche Bauten üblicherweise als Holzbau realisiert werden, variiert von Kulturkreis zu Kulturkreis und von Region zu Region. Im mitteleuropäischen Bereich, insbesondere in den Regionen des deutschen Sprachraums, werden zum Beispiel Scheunen, Schuppen und einfache Hütten besonders oft als reine Holzbauten errichtet, während Wohn-, Geschäfts- und Bürobauten eher selten in Holzbauweise erstellt werden.
In den letzten Jahren wurden viele Häuser in Holz-Systembauweise gebaut. Die Systembauweise kennzeichnet sich dadurch, dass ganze Wandelemente unter kontrollierten Bedingungen fabrikmäßig vorgefertigt und anschließend auf der Baustelle montiert werden. Diese Art von Holzhäusern ist im Allgemeinen energieeffizienter und kostengünstiger als traditionelle Holzbauten. Die häufigsten Bauweisen, die in der Systembauweise angewendet werden, sind die Holztafelbauweise und die Rahmenbauweise.
Holzbau hat negative Emissionen. In großem Umfang angewandt würde er helfen, das Zwei-Grad-Ziel der globalen Erwärmung einzuhalten.
Verschiedene Studiengänge im Bereich Holzbau und im sich damit überschneidenden Bereich Holztechnik werden angeboten.

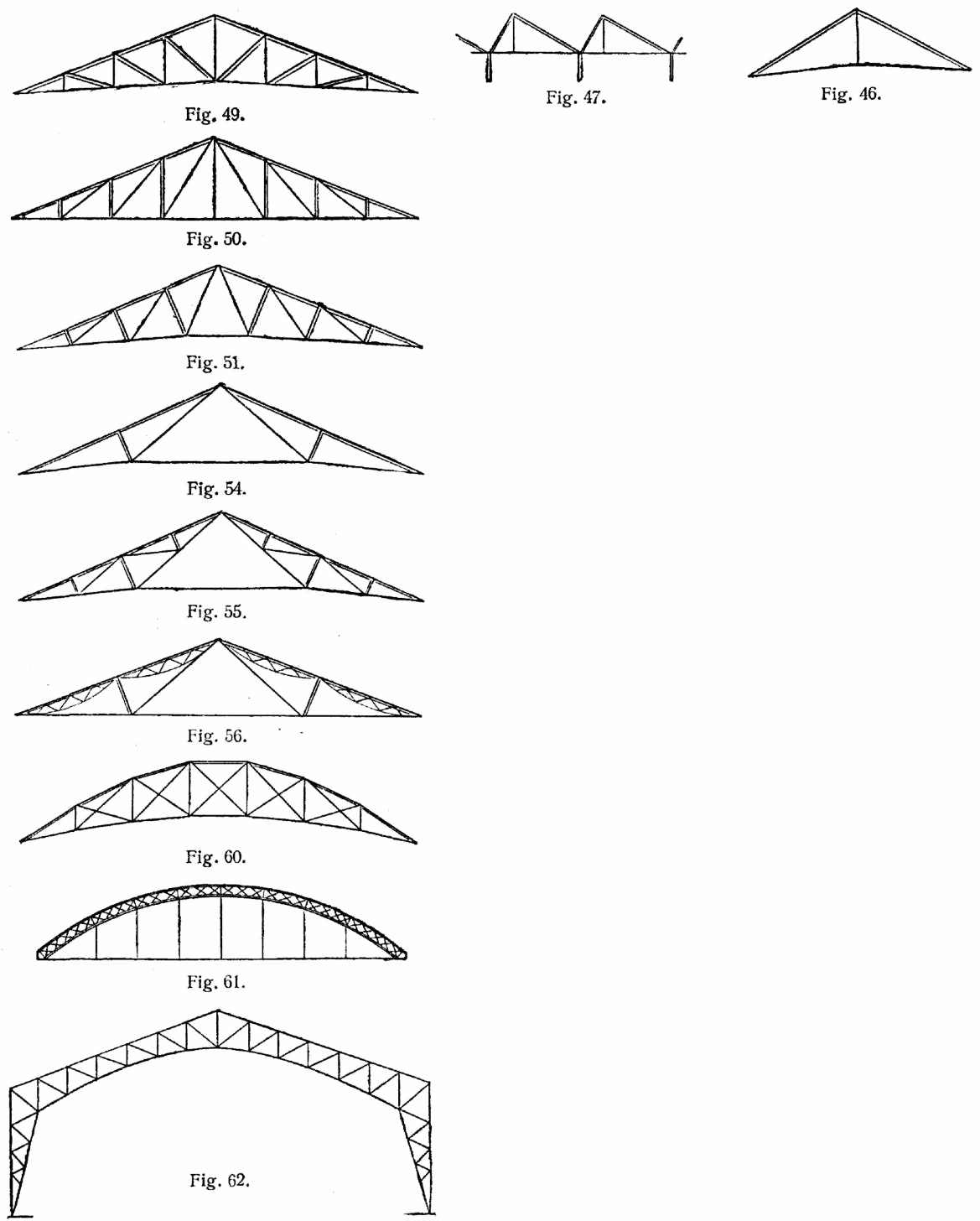
Skizzen verschiedener weitgespannter Dachtragwerke: 49–51 Satteldachbinder
54–56 Polonceaubinder
62 Fachwerkrahmen

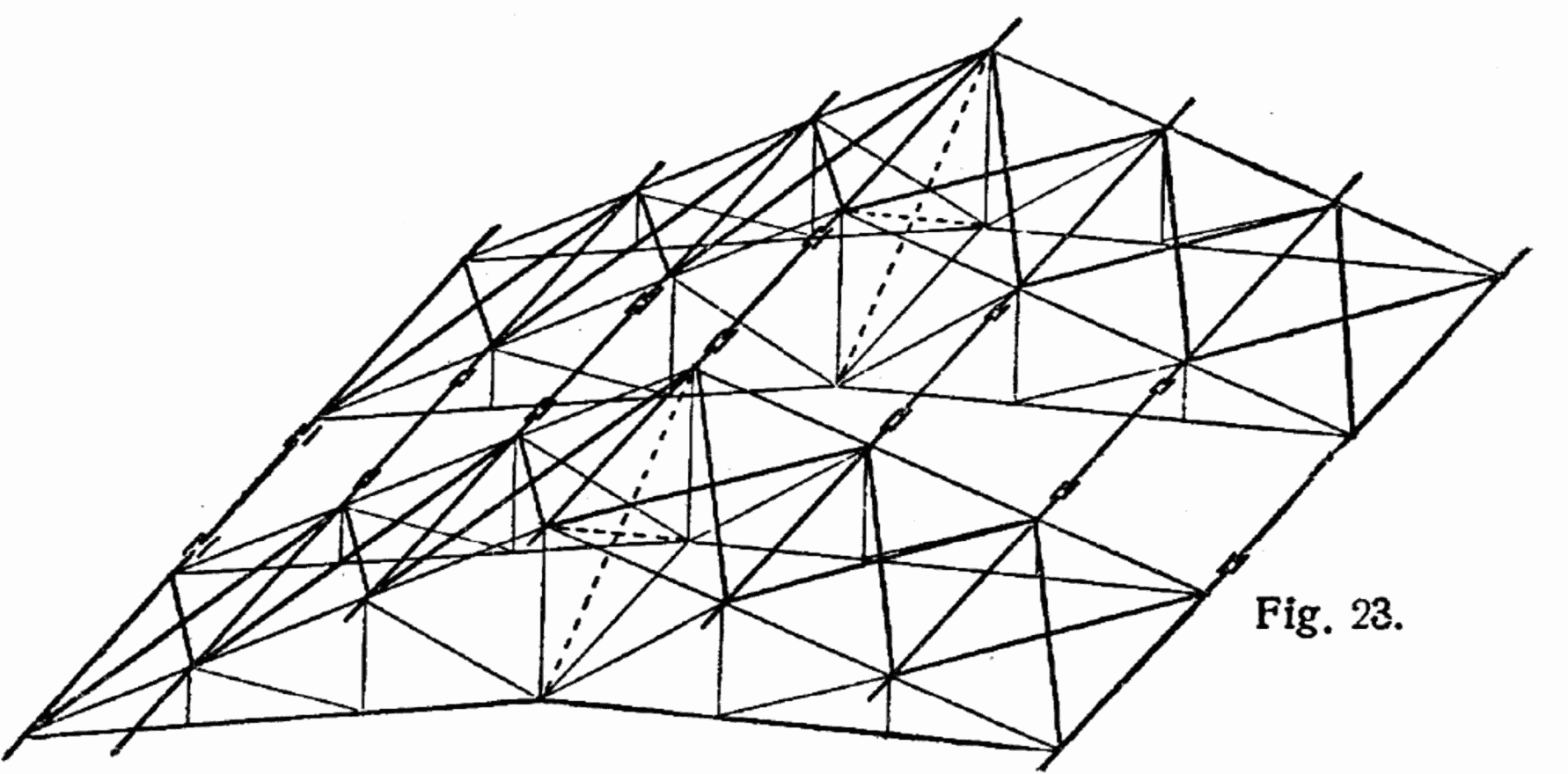
Skizze eines Dachtragwerkes aus Fachwerkträgern (Dreieckförmiger Binder)

## Bauteile aus Holz
Für Einzelteile, die eine tragende oder aussteifende Funktion haben, gelten die Teile 2 und 3 der DIN 68800 sowie die Brandschutzrichtlinien und es dürfen nur die in DIN 1052-1 aufgeführten Holzarten oder solche mit einer allgemeinen bauaufsichtlichen Zulassung (abZ) durch das Deutsche Institut für Bautechnik in Berlin verwendet werden.
Ein Zaun und eine Fassadenbekleidung sind keine tragenden Bauteile, während die Bohlen eines Terrassenbelages dann als tragendes Bauteil angesehen werden, wenn sich diese mehr als etwa 65 cm über dem Erdboden oder einer anderen tragfähigen Unterkonstruktion befinden.

### Holzstützen und Träger
Als Träger oder als Stütze werden traditionell einfache Holzbalken verwendet. Es gibt allerdings auch komplexere Konstruktionen, beispielsweise aus Brettschichtholz.

### Holzdecke
Die üblichste Form einer Decke mit Holz für die tragende Konstruktion ist die Holzbalkendecke.

### Holzwand
Tragende Wände oder Trennwände in Gebäuden können als Fachwerkskonstruktionen (zum Beispiel mit Ausfachungen oder Beplankungen) sowie als massive Wände (insbesondere Blockbauweise oder Palisadenbauweisen) ausgeführt werden. Tragende Wände in Gebäuden bilden meist zusammen mit anderen tragenden Bauteilen eine konstruktive Einheit (siehe unten unter Holzhaus).
Freistehende Holzwände, zum Beispiel im Gartenbau oder (historisch) bei militärischen Stadtbefestigungsanlagen werden häufig als Palisadenwände ausgebildet.

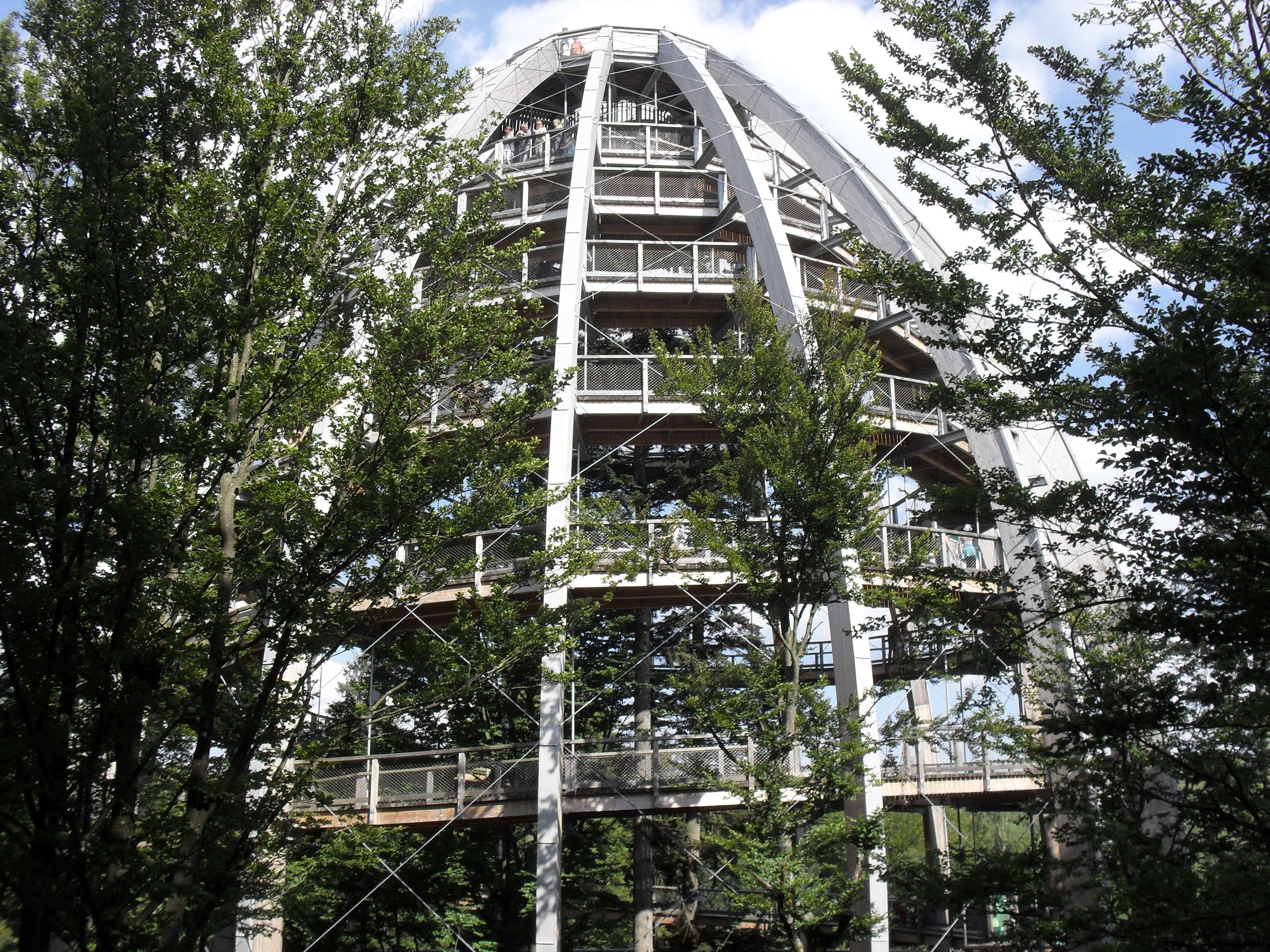
Baumturm mit einer Plattform in 44 m Höhe. Der spiralförmige Aufgang ist etwa 500 m lang.

### Holzdach
Dachkonstruktionen werden traditionell fast ausschließlich in Holzbauweise erstellt. Im europäischen Raum sind die verbreitetsten Dachkonstruktionen einerseits das Pfettendach, andererseits das Sparrendach. Verschiedene Formen von Dachstühlen ermöglichen unterschiedlichen Aufbau. Insbesondere bei Konstruktionen für Dächer mit überschaubaren Dimensionen findet auch heute überwiegend das Material Holz Anwendung. Die Dachhaut besteht dagegen häufig nicht aus Holz-Materialien.
Für weitgespannte Dachtragwerke zum Überbrücken großer Spannweiten (vor allem als Flugdächer oder Hallendächer) werden zwar auch andere Tragkonstruktionen verwendet, aber auch hier finden Holzkonstruktionen Anwendung (bis zu 60 m). Weitgespannte Dachtragwerke werden zum Beispiel für Reithallen, Sporthallen, Lagerhallen und Industriebauten, sowie für weitspannende Flugdächer als Witterungsschutz eingesetzt.

### Gewölbe und Kuppeln
Auch komplexe Gewölbe- oder Kuppelkonstruktionen sind aus Holz herstellbar.
- Beispiel 1: Der Saldome 2 ist Europas größte Holzkuppel und bedeckt mit einer Spannweite von 120 Metern eine Fläche von 11.300 m², das entspricht einer Fläche von 1,5 Fußballfeldern. Er dient als Streusalzlager der Schweizerischen Rheinsalinen in Rheinfelden.[7]

- Beispiel 2: Im Nationalpark Bayerischer Wald bei Neuschönau gibt es den 1300 m langen Baumwipfelpfad im Nationalpark Bayerischer Wald. Der Aufstieg auf Wipfelhöhe erfolgt zu Fuß in einem kuppelförmigen Holzbau (44 m hoch, Gesamtlänge Rampe: 520 m, 500 m³ Holz verbaut, Durchmesser unten: 30,5 m, Durchmesser breiteste Stelle: 35,5 m, Durchmesser Aussichtsplattform: 10 m).[8]

## Holzkonstruktionen

### Systeme zur Erstellung von Gebäuden (Holzhaus-Konstruktionen)

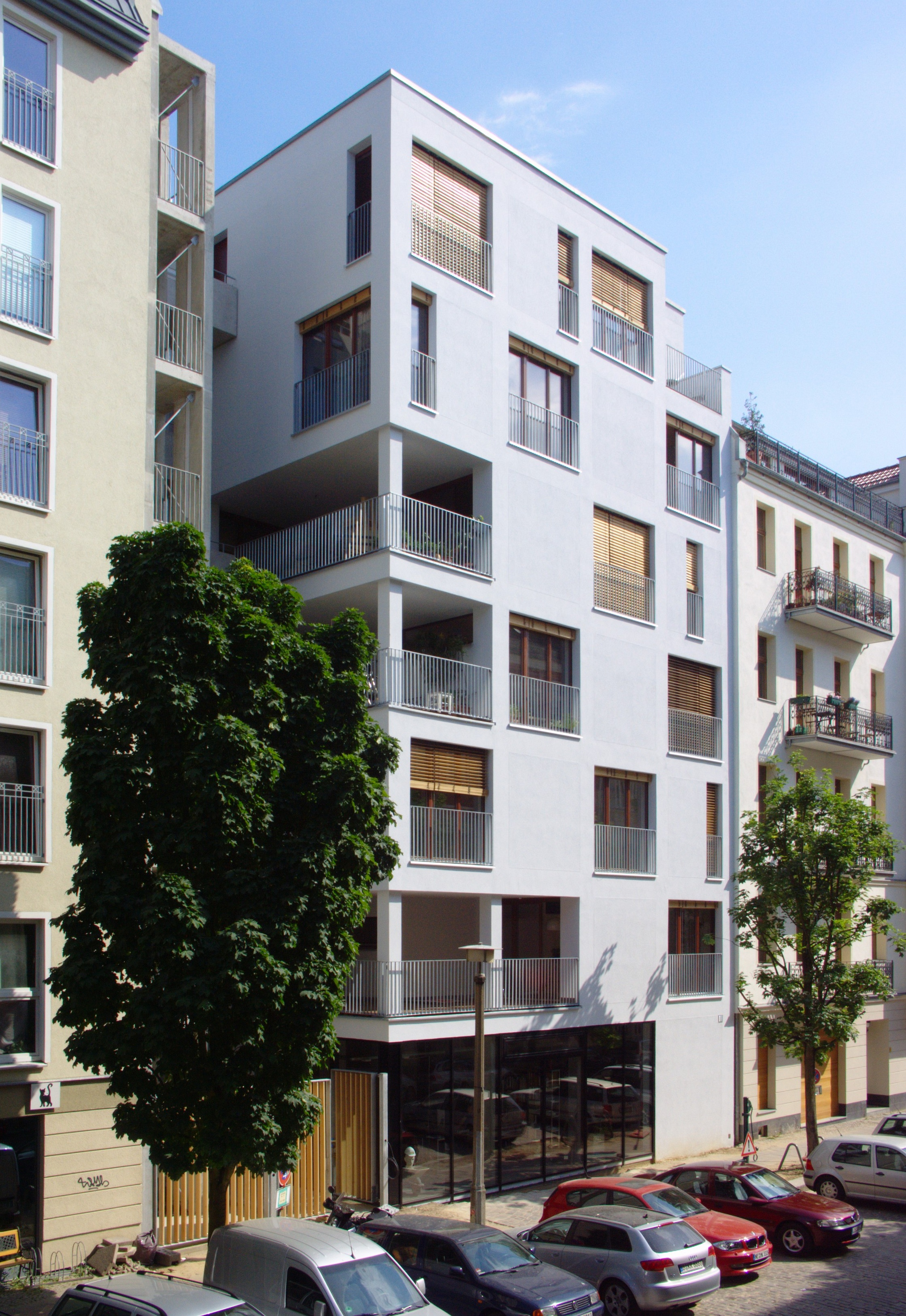
Modernes, mehrstöckiges Holzhaus E3 in Berlin

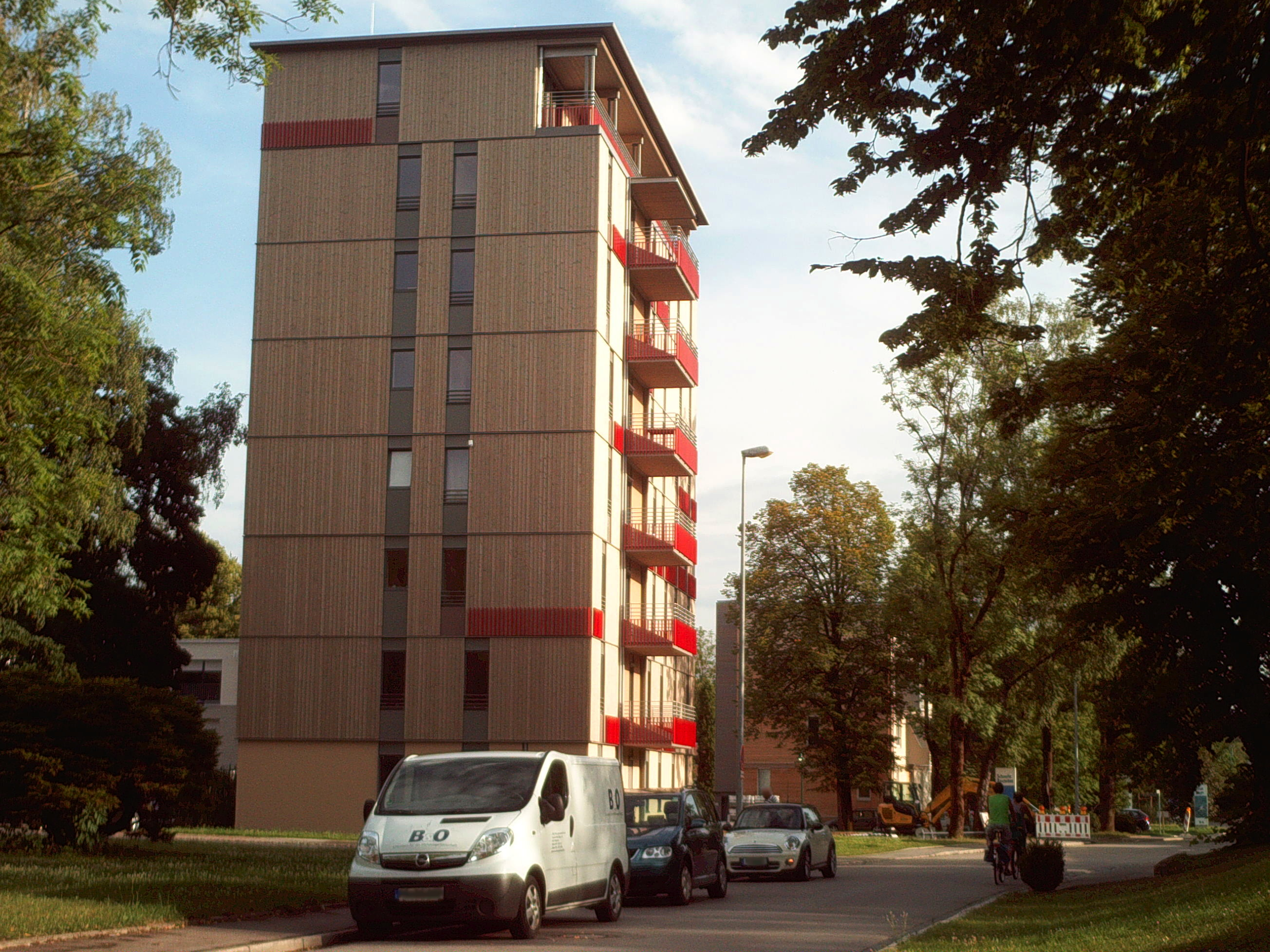
Holzhaus H8 in Bad Aibling

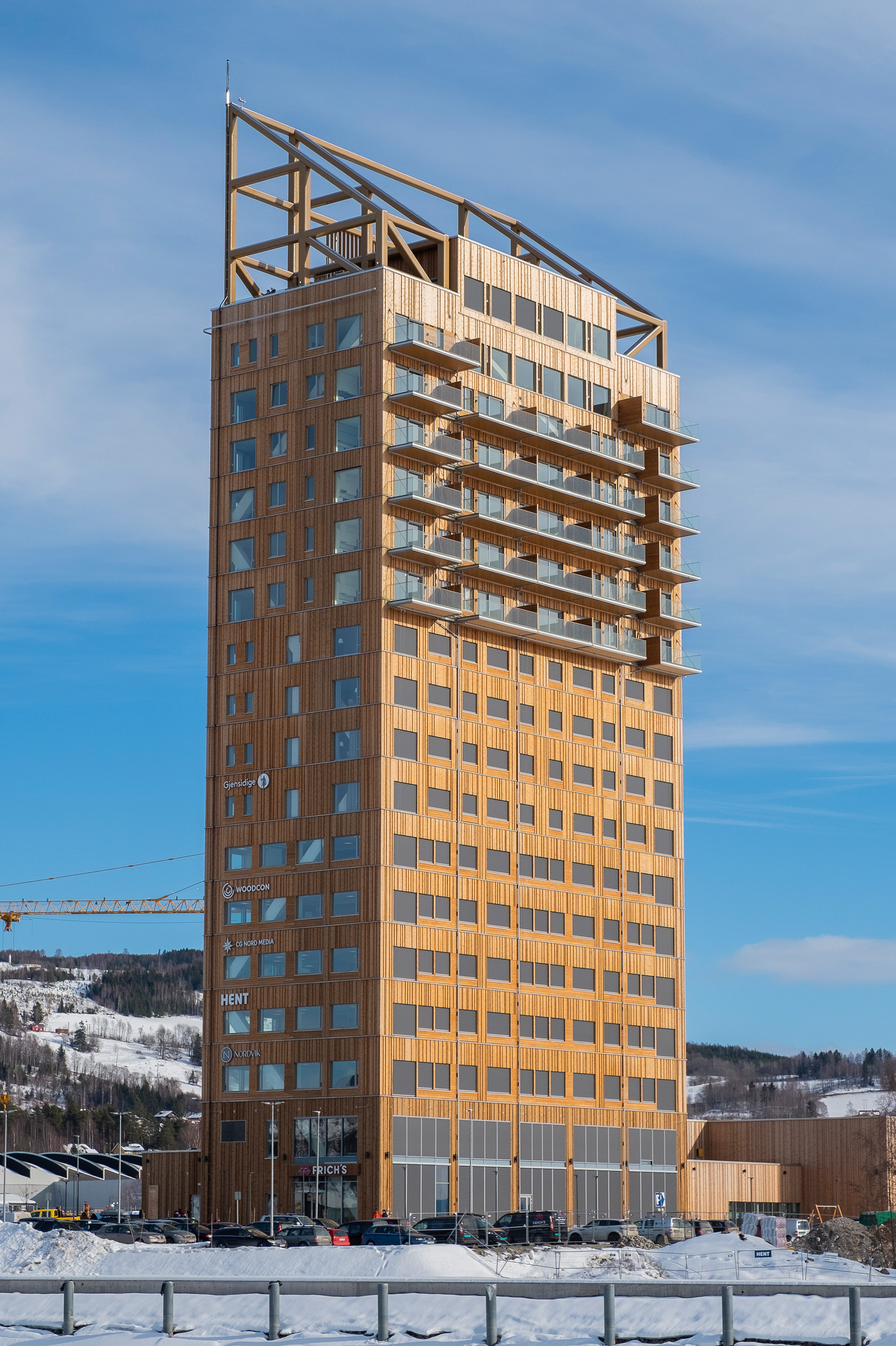
Vorübergehend das höchste der Welt: Mjøstårnet

Seit Jahrtausenden wird Holz als Werkstoff für das Erstellen von Gebäuden verwandt. Bereits in der Steinzeit wurden Pfahlbauten errichtet. Holz ist beständig: in China gibt es Tempel, die ebenso wie Fachwerkhäuser im Alpenraum Jahrhunderte überdauert haben. Holz ist vielfältig einsetzbar. Komplette Holzkonstruktionen finden sowohl im Geschossbau, zum Beispiel bei Wohnhäusern, als auch bei Hallenbauten Anwendung. Dabei gibt es sehr unterschiedliche Konstruktionen, die ausschließlich oder überwiegend aus Holz erstellt werden. Prinzipiell unterscheidet man zwischen Skelett- und Massivbauweisen, zudem zwischen Zimmermannskonstruktionen und Holz-Ingenieursbau.
Unter den traditionellen Holz-Bauweisen (Zimmermannskonstruktionen) sind vor allem folgende zu erwähnen:
- Massivbauweise:
  - Blockbau
- Skelettbauweise:
  - Pfostenbau
  - Fachwerkbau
    - Stockwerkbauweise
    - Ständerbauweise
- Mischformen
  - Eine Mischform aus Blockhaus und Fachwerkhaus ist das Umgebindehaus

Innerhalb des modernen Holzhausbaus haben sich unterschiedliche Bauweisen entwickelt:
- Massivbauweise: Wie beim Blockbau bestehen beim Massivholzbau die Wände aus massivem Holz
- Skelettbauweisen
  - Wie beim klassischen Fachwerkhaus ist das Tragwerk aus Holz, die Zwischenräume sind meist mit einem Holz-Lehm-Verbund oder Ziegelwerk gefüllt
  - Bei der Holzrahmenbauweise besteht das Tragwerk aus vorgefertigten Holzrahmen, die bei der Anlieferung maximal einseitig beplankt sind. Fenster, Türen, Dämmung und die weitere Beplankung werden auf der Baustelle eingebaut
  - Beim Holztafelbau wird der Baukörper modular aus einzelnen ebenen Holztafeln zusammengesetzt. Mit dem Begriff Holztafel wird dabei die Verbundkonstruktion von Rippen aus Vollholz oder Holzwerkstoffen und einer Beplankung aus Holz- oder Gipswerkstoffen bezeichnet
  - Eine besondere Form des Holz-Skelettbaus findet sich in nordeuropäischen Stabkirchen

### Masten und Türme
Auch Masten und Türme können in Holzbauweise errichtet werden. Traditionell wurden bzw. werden zum Teil bis heute Rundhölzer als Masten für Telefonleitungen oder für den Schiffbau verwendet. Aufwändigere Masten können auch als Holzfachwerk-Konstruktion aufgebaut sein. In der Regel werden allerdings Sende-, Hochspannungs- oder Windkraftanlagen-Masten heute aus Stahlbeton oder Stahl erstellt.
Geschlossene Türme aus Holz könnten (Stand 2010) vorteilhafter als Tragwerke aus Beton sein. Möglicherweise sind sie langlebiger als Stahltürme, da Holz keine Materialermüdung infolge von Lastwechseln zeigt.
Ein erster Prototyp wurde im Oktober 2012 in Hannover-Marienwerder errichtet und im Dezember 2012 in Betrieb genommen. Eine 1,5-MW-Windkraft-Anlage des Herstellers Vensys (Gewicht etwa 100 t) wurde auf einem 100 m hohen Holzturm der „Timbertower GmbH“ montiert. Der Holzturm besteht aus 28 Stockwerken und besitzt eine stabile achteckige Außenwand von etwa 30 cm Wandstärke aus Sperrholz. Es wurden etwa 1000 Bäume gefällt, um diesen Turm zu produzieren (ca. 400 m³ Holz = ca. 200 t). Etwa siebzig Blitzableiter ragen aus der Turmwand hervor. Eine UV-stabile PVC-Folie ist die schützende Außenhaut des Turmes.
Der Sendeturm Gleiwitz in Polen aus dem Jahr 1935 ist mit 118 m Höhe der höchste aktuell bestehende Holzturm der Welt. Der Sendeturm Mühlacker (in D) (1934–1945) war mit 190 m vermutlich der jemals höchste. In den 1930er Jahren sind insbesondere in Deutschland rund 2 Dutzend Holztürme von 90 m und mehr Höhe überwiegend für Mittelwellensender errichtet worden. Dass Holz Elektrizität schlecht leitet, erlaubte die Ausbreitung der elektromagnetischen Wellen von einem im Inneren axial gespannten Antennendraht durch die Struktur des Holzmastes rundum hindurch. Mittelwellensender für Wellenlängen um 200 bis 300 m benötigten Antennenlängen und Mast- oder Turmhöhen von 100 m und mehr.

### Brücken und Viadukte aus Holz
Brücken aus Holz haben eine lange Tradition. Die einfachste Konstruktion ist ein über einen Bach oder eine Schlucht gelegter Baumstamm. Im Laufe der Jahrhunderte entwickelte sich ein großes Spektrum an Konstruktionen zum Bau von Holzbrücken und Viadukten.

### Holzachterbahnen

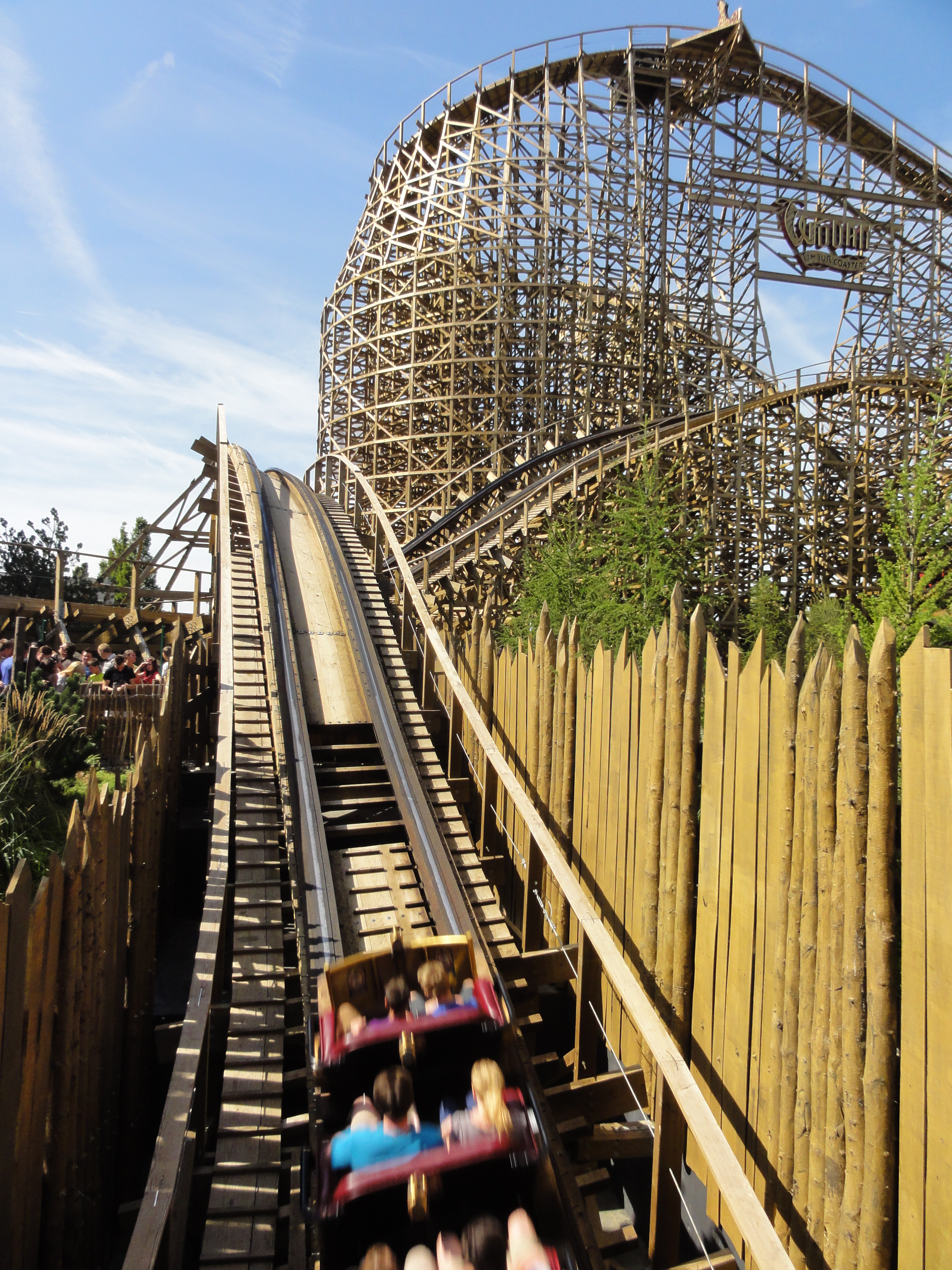
Wodan im Europa-Park

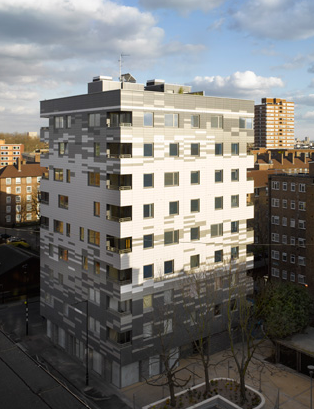
Holz-Hochhaus Stadthaus, Murray Grove. Hackney, London

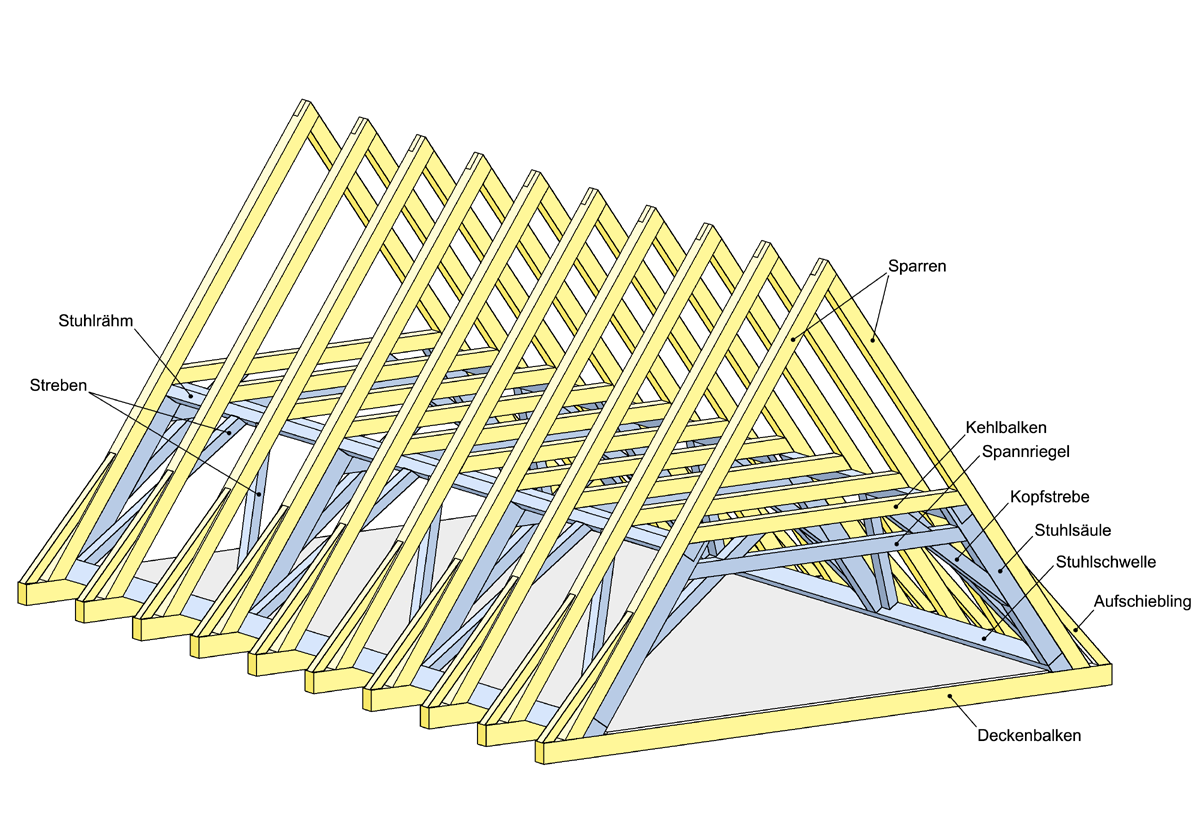
Historisches Kehlbalkendach mit liegendem Stuhl; der eigentliche Dachstuhl im engeren Sinne ist blau dargestellt.

Sehr spezielle Formen von (meist ineinander verschlungenen) Viadukten stellen Achterbahnen dar, die allerdings üblicherweise aus Metall hergestellt werden.
Es gibt aber auch weltweit über 170 Holzachterbahnen (Achterbahnen mit hölzernen Stützgerüsten), zum Beispiel
- Wodan im Europa-Park, nördlich von Freiburg im Breisgau (2012 eröffnet)
- Colossos im Heide-Park, 80 km südlich von Hamburg. Sie gilt als die schnellste Holzachterbahn der Welt mit Geschwindigkeiten von bis zu 120 km/h.
- El Toro im Freizeitpark Plohn (Sachsen). Sie ist etwa 750 m lang, bis zu 28 m hoch und bis zu 75 km/h schnell.

## Studiengänge
An zahlreichen Hochschulen werden Diplom- und Vertiefungsstudiengänge zum Holzbau oder zur Holztechnik im Bereich des Bauingenieurwesens angeboten. Unter anderem an folgenden Einrichtungen:
In Deutschland:
- Hochschule Biberach (Studiengang Projektmanagement-Bau Holz)
- Hochschule Bielefeld Campus Minden (Studiengang Bauingenieurwesen)
- Technische Universität Dresden (Holz- und Faserwerkstoffe)
- Technische Universität Braunschweig
- RWTH Aachen
- FH Aachen (Studiengang Holzingenieurwesen, Fachbereich Bauingenieurwesen)
- Universität Karlsruhe (TH)
- Technische Universität Berlin
- Technische Fachhochschule Berlin
- Technische Universität München
- Hochschule Ostwestfalen-Lippe (in Lemgo)
- Technische Hochschule Rosenheim (Studiengänge Holztechnik, Holzbau und Ausbau, Innenausbau, Bauingenieur)
- Berufsakademie Dresden
- Hochschule für angewandte Wissenschaft und Kunst (in Hildesheim, Studiengang Konstruktiver Holzingenieurbau)
- FH Eberswalde
- Leibniz Universität Hannover (Studiengang Bauingenieurwesen)
- Hochschule Deggendorf (Studiengang Bauingenieurwesen)
- Hochschule Rhein-Main (Studiengang Holz- und Stahlbau, Diplom)
- Hochschule für Nachhaltige Entwicklung Eberswalde (Studiengang Holztechnik)

In der Schweiz:
- Berner Fachhochschule Architektur, Holz und Bau in Biel (Studiengänge Holzbau, Processmanagement und Productmanagement)
- Eidgenössische Technische Hochschule Zürich (ETH) Die Professur Holzbau am Institut für Baustatik und Konstruktion wurde 2010 gegründet und steht unter Leitung von Prof. Dr. Andrea Frangi. Neben der klassischen Lehre bietet das Institut umfangreiche Labore zur statischen sowie  technischen Prüfung und Entwicklung von Holzbausystemen.

In Österreich:
- TU Graz
- TU Wien
- Boku Wien
- Uni Innsbruck
- Fachhochschule Salzburg

## Holzbau gegen die Klimakrise
Die gebaute Umwelt ist ein entscheidender Faktor in der Klimakrise. Die gesamte Bauindustrie ist für etwa 40 Prozent der weltweiten Treibhausgasemissionen direkt verantwortlich. Holzbau soll dazu beitragen, die gebaute Umwelt von einer Kohlenstoffquelle zu einer Kohlenstoffsenke umzubauen.